# ネムィーリウ
ネムィーリウ（ウクライナ語: Немирів）はウクライナのヴィーンヌィツャ州ネムィーリウ地区にある都市。ウスチャ川の河岸に位置する。都市の高さは海抜277 mである。面積は10.923 km²。人口は11,421人 (2022年1月1日)。
ネムィーリウは1506年に創建された。1581年に自治権を獲得した。1985年に市制施行された。
市内ではネムィーリウ駅がある。首都キエフまでの直線距離は204 km、車道で246kmとなっている。州庁所在地までの直線距離は41 km、鉄道で49 km、車道で45 kmとなっている。